# Scone (New South Wales)
Scone ist eine Stadt im australischen Bundesstaat New South Wales und liegt etwa 270 Kilometer nördlich von Sydney.
Die Stadt ist bekannt für ihre Rennpferdezucht, die nach Kentucky als zweitgrößte Vollblutzucht der Welt zählt und gilt als Pferdehauptstadt Australiens.

## Kultur und Sehenswürdigkeiten

### Parks
Der Barrington-Tops-Nationalpark, der seit 1982 UNESCO-Welterbe ist, befindet sich ganz in der Nähe von Scone.
Auch der Stausee Lake Glenbawn liegt nicht weit entfernt.

## Veranstaltungen
- Das Pferderennen Scone Cup ist eines der wichtigsten Pferderennen Australiens.

- Das Scone Horse Festival wird jährlich im Mai gefeiert und beinhaltet u. a. Weintouren und Rodeo.

- Scone war Schauplatz des jährlichen Open-Air-Heavy-Metal-Festivals Metal Stock, das jedes Jahr über Ostern stattfand. Inzwischen findet das Konzert in Sydney statt.

## Persönlichkeiten
Söhne und Töchter der Stadt:
- Barbara Baynton (1857–1929), australische Schriftstellerin
- Robert Archibald (* 1984), Polospieler

## Klima
|                       | Jan  | Feb  | Mär  | Apr  | Mai  | Jun  | Jul  | Aug  | Sep  | Okt  | Nov  | Dez  |   |      |
| Mittl. Tagesmax. (°C) | 31,2 | 30,3 | 27,8 | 24,4 | 20,3 | 17,0 | 16,4 | 18,6 | 21,8 | 24,7 | 27,4 | 29,7 | ⌀ | 24,1 |
| Mittl. Tagesmin. (°C) | 16,7 | 16,5 | 13,9 | 9,8  | 6,8  | 4,6  | 3,5  | 3,5  | 6,8  | 9,5  | 13,0 | 15,3 | ⌀ | 10   |

| 16,7 |

| 16,5 |

| 13,9 |

| 9,8 |

| 6,8 |

| 4,6 |

| 3,5 |

| 3,5 |

| 6,8 |

| 9,5 |

| 13,0 |

| 15,3 |

| 16,7 |

| 16,5 |

| 13,9 |

| 9,8 |

| 6,8 |

| 4,6 |

| 3,5 |

| 3,5 |

| 6,8 |

| 9,5 |

| 13,0 |

| 15,3 |